# Isques
Isques település Franciaországban, Pas-de-Calais megyében. Lakosainak száma 1141 fő (2022. január 1.). Isques Echinghen, Baincthun, Condette, Hesdigneul-lès-Boulogne, Hesdin-l’Abbé, Saint-Étienne-au-Mont és Saint-Léonard községekkel határos.

## Népesség
A település népességének változása:
| Lakosok száma | 1124 | 1162 | 1170 | 1153 | 1156 | 1160 | 1154 | 1147 | 1141 |
|               | 2013 | 2015 | 2016 | 2017 | 2018 | 2019 | 2020 | 2021 | 2022 |